# Gobierno en línea (Colombia)
Gobierno en línea fue una estrategia del gobierno a partir del año 2000, que dio inicio en Colombia a lo en el mundo fue llamado Gobierno electrónico y que hoy se conoce como Gobierno digital. Comenzó en el gobierno de Andrés Pastrana como una Oficina en la Presidencia de la República bajo la política de Estado denominada Agenda de Conectividad.

## Evolución
En Colombia fue aprobada en febrero de 2000 la política Agenda de Conectividad: el salto a Internet, a través de la cual se buscaba masificar el uso de las Tecnologías de la Información y con ello aumentar la competitividad del sector productivo, modernizar las instituciones públicas y de gobierno, y socializar el acceso a la información. Una de las estrategias establecidas como parte de esta política fue la de Gobierno en línea, con el fin de mejorar el funcionamiento y la eficiencia del Estado, la transparencia y el control social, y brindar un mejor servicio al ciudadano a través de la tecnología.

### Años 90
Puede mencionarse como antecedente la creación del Consejo Nacional de Informática a inicios de 1997, conformado por representantes del gobierno y el sector privado. Este Consejo publicó en abril del mismo año los “Lineamientos para una Política Nacional de Informática”.

### Años 2000 a 2006
En agosto de 2000, el Presidente expidió la Directiva Presidencial 02 de 2000, impartiendo instrucciones para avanzar hacia un Estado eficiente y transparente, que haciendo un uso intensivo de las tecnologías, preste servicios a los ciudadanos. La estrategia se basó en tres fases: información en línea, servicios y trámites en línea, y contratación en línea, las cuales debían estar culminadas al 30 de junio de 2002. De esta forma se impulsó la presencia en Internet de las instituciones públicas colombianas, la oferta de los primeros servicios digitales, y la publicación en línea de los procesos de contratación pública.
Adicionalmente se creó el primer Portal de Información y Servicios del Estado Colombiano, gobiernoenlinea.gov.co, como punto de acceso a la información, servicios y trámites que ofrecen las instituciones públicas en Internet, y que en el año 2005 recibió el Premio de Internet Colombia, en la categoría de mejor sitio web Estatal y de Gobierno.
En el año 2002 la Oficina de la Presidencia que llevaba la Estrategia de Gobierno en línea dejó de existir, y se integró al Ministerio de Comunicaciones como un componente más de la coordinación de la Agenda de Conectividad. Si bien no se expidió una nueva norma, se continuó con la línea de la DP 02/2000, en la racionalización y automatización de trámites, y apoyando técnica y financieramente proyectos estratégicos como el Portal Único de Contratación o la Ventanilla Única de Comercio Exterior bajo la lógica de promover la interoperabilidad en el Estado.

### Años 2007 a 2012
En el año 2007 luego del ingreso de María Isabel Mejía como Directora, se realiza un rediseño de la Estrategia al 2012, que se ve plasmado en el decreto 1151 de 2008. A partir de esto, la Agenda de Conectividad muta a Programa Gobierno en línea y se inicia una fuerte campaña para que los colombianos conozcan todo lo que se puede hacer con el gobierno en línea y sus beneficios. Esto comenzó con “Vive Gobierno en línea”, una carpa con la que durante 193 días se recorrieron 7.500 kilómetros a través de 16 departamentos del país, para sensibilizar a los colombianos, a través de más de 1.200 horas de talleres, en el uso y aprovechamiento de los servicios digitales del Gobierno, y que fue galardonada en 2010 con el premio Frida, otorgado por el Registro de Direcciones de Internet de América Latina y Caribe - LACNIC, el Centro Internacional de Investigaciones para el Desarrollo - IDRC del Gobierno de Canadá, la Internet Society - ISOC y la  Comisión Económica para América Latina y el Caribe - CEPAL como la mejor iniciativa de gestión pública en América Latina y el Caribe que contribuye al desarrollo de la Sociedad de la información y del conocimiento.
Otra de las características de esta nueva etapa es la ampliación de la Estrategia al Gobierno en línea territorial, mediante lo cual Colombia alcanzó una cobertura total de sitios web públicos municipales.
De esta forma, Colombia se convirtió por primera y única vez en el líder de América Latina y el Caribe en gobierno electrónico -en la posición 31 global- y como el # 9 del mundo en servicios en línea, de acuerdo con el Índice de Gobierno electrónico 2010 de las Naciones Unidas.

## Actualidad
A partir de 2017, Gobierno en línea dejó de existir para convertirse en la Dirección de Gobierno Digital del Mintic, y se expide una nueva estrategia ahora denominada Política de Gobierno Digital, con una nueva estructura bajo componentes y nuevos plazos.
A pesar de que el Gobierno digital en Colombia se ha venido actualizando con nuevas normas, como una Directiva Presidencial para avanzar en la transformación digital del Estado que 19 años después coincide con el mismo número de la original y un decreto de 2022 para la digitalización y automatización de trámites y su realización en línea, con nuevos plazos para autoridades nacionales al 2029 y para autoridades territoriales al 2037, el país ha venido descendiendo drásticamente en el índice de las Naciones Unidas:
| Año  | Posición ALC | Posición mundial |
| ---- | ------------ | ---------------- |
| 2010 | 1            | 31               |
| 2012 | 2            | 43               |
| 2014 | 4            | 50               |
| 2016 | 7            | 57               |
| 2018 | 7            | 61               |
| 2020 | 8            | 67               |
| 2022 | 10           | 70               |